# Раисова, Раиса Михайловна
Раи́са Миха́йловна Раи́сова (при рождении Рохл Мо́йшевна Магази́нер; 1869—1921) — артистка оперетты, эстрады и кабаре (меццо-сопрано), одна из самых известных и успешных дореволюционных исполнительниц старинных русских и цыганских романсов.

## Биография и творчество
Родом из восточной Украины (вероятно, из Харькова), из еврейской семьи. На музыкальную сцену поступила очень рано, в 15 лет уже была хористкой в харьковском частном театре (антрепризе) М. Е. Медведева. Это была сравнительно небольшая антреприза, ставившая, в основном оперы, оперетты и водевили. Там в 1886 году Раиса Раисова дебютировала в маленькой роли одалиски в опере «Юдифь» Александра Серова. Тогда же появился и её псевдоним Раиса Раисова.
Историю (почти театральный анекдот) о псевдониме певицы рассказал в своих записках (так называемых «подмётках») к сборнику «Кризы и репризы» Михаил Савояров, коллега и младший современник Раисы Раисовой, эксцентричное творчество и остроумие которого она высоко ценила. Он описывает новую фамилию артистки как случай или оказию, произошедшую с нею в 1886 году (ещё в харьковской антрепризе Медведева), как раз накануне первого выступления в эпизодической роли одалиски. В своих записках (так называемых «подмётках») к сборнику «Кризы и репризы» писал, что администратор театра, получив срочное назначение на новый спектакль, сбился с ног, разыскивая Раису Магазинер по всему зданию. Как можно скорее нужно было разрешить проблему со сценическим псевдонимом: и в самом деле, нельзя же было написать в программе на следующий вечер такую неблагозвучную и, вдобавок, национально характерную фамилию. Времени было в обрез, но хористки и след простыл. Наконец, потеряв терпение, администратор вписал дважды повторённое имя будущей солистки, чтобы не выдумывать ничего особенного: «Раиса Раисова». Так и осталось на всю жизнь.
Спустя год Раиса Раисова переехала в Киев, где в скором времени выдвинулась в число ведущих оперных артисток. За первые годы оперной карьеры успела спеть партию Зибеля в опере Гуно «Фауст», затем — Ольгу в «Евгении Онегине», но самый крупный успех имела в опере «Кармен», где с темпераментом и блеском исполнила заглавную партию. Последняя работа (после четырёх лет оперной карьеры) стала своеобразным трамплином из оперы — в оперетту, которая значительно более соответствовала темпераменту и характеру певицы, тем более, что переходить для этого никуда не требовалось: оперетты в то время повсеместно составляли большую часть репертуара оперных театров. Первое время продолжала работать в Киеве и Одессе. Затем два сезона (1890—1891) выступала в московском «Эрмитаже» Лентовского, сезон 1892 года в театре «Парадиз».
Новый период успеха начался в 1895 году, после переезда Раисы Раисовой в Петербург. Дебют состоялся осенью 1895 года в «Олимпии», а затем — в столичном театре «Буфф», где яркая колоритная артистка очень быстро вошла в число фавориток постоянной публики: знатоков и любителей оперетты.
Сезон 1897 года Раисова играет в оперетте московского театра «Эрмитаж» Я. В. Щукина. Следующий сезон 1898 года в театре сада «Аквариум» Шарля Омона.
Раиса Раисова имела обширный репертуар, исполняя ведущие партии в самых ярких и ходовых опереттах того времени: Перикола в «Птичках певчих» Оффенбаха, Саффи в «Цыганском бароне» Штрауса, Мимоза в «Гейше» Джонса… Стала первой и лучшей исполнительницей главной роль цыганки Стеши в очень популярной тогда «оперетте-мозаике» Н. Г. Северского «Цыганские песни в лицах», только после 1907 года в этой партии Раису Раисову слегка «потеснила» более молодая артистка, Наталья Тамара.:640 В этой роли Раиса Раисова нередко оказывалась сценической партнёршей «короля цыганского романса» Саши Давыдова (выступавшего в роли Антипа). Позднее (в 1911 году) была приглашена исполнять эту партию в широко поставленном юбилейном спектакле режиссёра Блюменталь-Тамарина, известного знатока и любителя цыганского пения. Эта постановка-феерия состоялась в театре московского сада «Аквариум»:546.
В следующем варианте «оперетты-мозаики» Н. Г. Северского «Новые цыганские песни в лицах» Раиса Раисова исполняла партию цыганки Зины и снова имела громадный успех. «Красивым, грудным бархатным голосом пела Раисова эту партию…» В качестве солистки оперетты Раиса Раисова много гастролировала по России, играла в крупнейших театрах Тифлиса, Баку, Екатеринбурга, в течение десятилетия удерживая за собой прочную славу настоящей примадонны русской опереточной сцены.
Немалой популярности артистки способствовала и её сольная концертная карьера. К 1910 году в постоянном репертуаре Раисы Раисовой было уже более сотни романсов и песен. Начиная с середины 1890-х годов, она начала активно осваивать «цыганский» репертуар, оказавшись, таким образом, в числе первых опереточных артисток, выступавших с эстрады в этом новом амплуа. В частности, Раиса Раисова известна как первая (и постоянная) исполнительница многих романсов Михаила Штейнберга, который в конце 1890-х и начале 1900 годов нередко выступал в качестве её концертного аккомпаниатора. Она же записала первую грампластинку с вальсом-романсом молодого автора «Милый, я жду тебя» (вальс-романс), опубликованным издательством Давингоф в 1902 году.
О том, какое место занимала Раиса Раисова среди романсовых исполнителей старшего поколения, свидетельствует критический отзыв Александра Амфитеатрова, с большим вниманием следившего за развитием «цыганского жанра» на российской эстраде и в ресторанном деле. Ещё в 1897 году он отмечал не без горечи:

…Хранителем традиций цыганского пения считается армянин Давыдов, хранительницей ― еврейка, опереточная артистка Раисова. Да и эти знают и поют только новый, пошлый репертуар оседлой цыганщины. Вероятно, цыганский жанр окончательно выдохнется и исчезнет ещё на наших глазах. До какой степени ослабела их притягательная сила, видно было по отчаянию старшин цыганских хоров при появлении в Петербурге и Москве действительно увлекательных и оригинальных неаполитанских квартетов…— А. В. Амфитеатров, «Птички певчие» (1897)

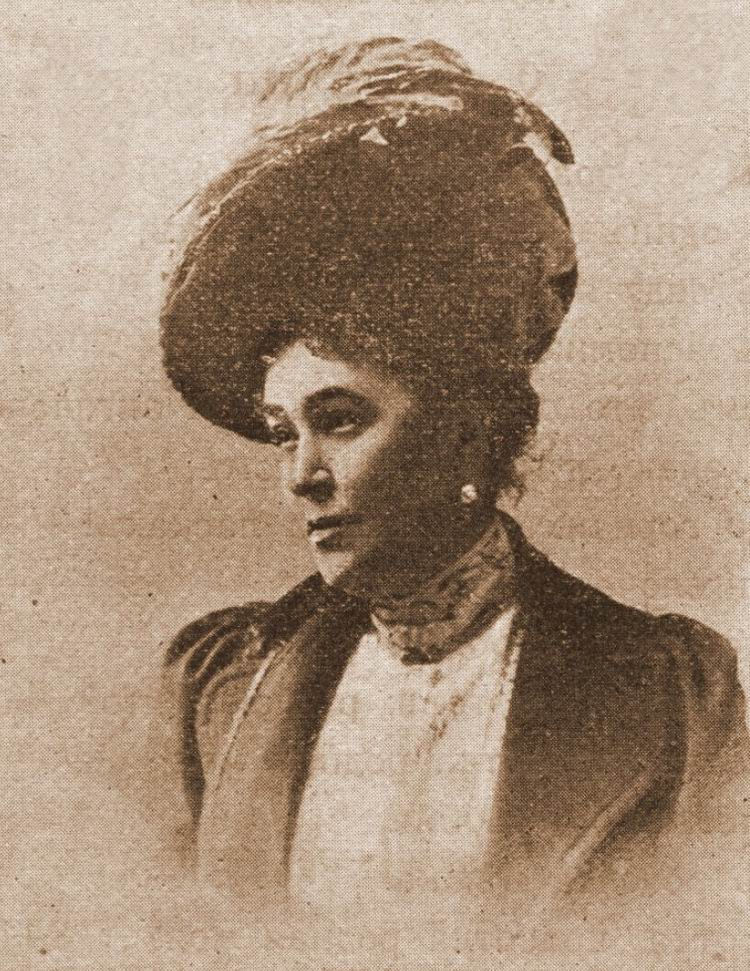
Раиса Раисова в середине 1900-х

Обладая прекрасными для певицы физическими данными, Раиса Раисова имела также очень богатый артистический темперамент. Её пение отличалось неподдельной чувственностью, изменчивостью переходов и модуляций красивого и глубокого меццо-сопрано. Голос артистки был необычен и очень узнаваем по специфическому индивидуальному тембру. Типичная самоучка, не имея почти никакого профессионального образования, она технично владела своим богатым голосом, который, в зависимости от ситуации, мог быть и «большим» (оперным), и по-эстрадному «камерным», доверительно обращаясь напрямую к каждому слушателю. Исполнение Раисовой цыганских романсов отличалось особо изысканной манерой, точной интонацией и тонкой фразировкой. Среди сотен её поклонников можно было найти отнюдь не только завсегдатаев столичных увеселительных заведений: кабаре и кафе-концертов. Пением Раисы Раисовой искренне восхищался Александр Блок:

…Раисова пела все-таки очень хорошо, к тому же несколько старинных цыганских песен, которые попадаются в «Цыганских песнях в лицах». Она совсем старая и толстая, голос у неё надтреснутый, но большое искусство.— Блок А. А. (из письма 21 июля 1912 года)

…Я слушал Вяльцеву — в первый раз после окончания курса в гимназии, когда мы ездили с Гуном в Москву. Она мне необыкновенно не понравилась. Еврейка Раисова неизмеримо лучше…— А.А. Блок, из письма 5 августа 1912 года
В 1900-е годы Вяльцеву и Раисову часто противопоставляли, считая их главными конкурентками за звание «королевы романса»:43. В 1910-е годы, несмотря на растущую конкуренцию более молодых артисток, прежде всего, Натальи Тамары и Нины Дулькевич, Раиса Раисова продолжала активно концертировать, провела большое турне по России с несколькими полными программами, состоявшими, в основном, из цыганских романсов. В 1913—1917 годах она снова возвратилась в Киев и Одессу, города своей юности, где продолжила работу в лучших театрах миниатюр («Художественном» и «Интимном»). Нередко выступала вместе с подлинными цыганами, Настей Поляковой и Дмитрием Фесенко:547.
Место на эстраде, занятое Раисой Раисовой в последние годы Российской империи, было бы трудно переоценить. Еврейская энциклопедия Брокгауза и Эфрона писала в 1913 году: «Среди деятелей опереточной сцены особенно выделились: Раисова, составившая чуть ли не эпоху в этой области, Кошевский, Барвинская…»
После 1917 года следы артистки теряются (в это время ей исполнилось только 48 лет), обстоятельства последних лет её жизни остаются пока неизвестными.
Имеются отрывочные сведения, что после пребывания в Одессе певица по невыясненным причинам переехала в город Ростов-на-Дону и поселилась у двоюродной сестры. В последние два года Раиса Раисова пела в хоре при местном монастыре Армянской апостольской церкви, где в 1921 году простудилась и скончалась от пневмонии. В монастыре остались свидетельства и документы о её пребывании и смерти.

## Публикации и звукозаписи
Широкой популярности Раисы Раисовой немало способствовала её активная десятилетняя работа с несколькими фирмами грамзаписи. Начиная с середины 1900-х и в первой половине 1910-х годов она напела десятки грампластинок, которые, пускай и в технически несовершенной форме, но всё же оставили для ценителей образцы её исполнения популярнейшего репертуара своего времени. Среди лучших романсовых записей Раисы Раисовой:
- «Ветерочек», песня;
- «Гай-да тройка! Снег пушистый…», цыганский романс для голоса и фортепиано Михаила Штейнберга;
- «Звёзды блестят», цыганский романс Алексея Денисьева (Малышева);
- «Коробейники», русская песня;
- «Лебединая песня», цыганский романс;
- «Любовь идёт сама!..», цыганский романс для голоса и фортепиано Михаила Штейнберга;[15]

- «Милый, я жду тебя», вальс-романс для голоса и фортепиано Михаила Штейнберга;[8]
- «Побудь со мною», романс Николая Зубова;
- «Пожалей», цыганский романс;
- «Поиграть и перестать», романс;
- «Поцелуй меня», цыганский романс;
- «Прялочка», романс Александра Чернявского;
- «Сирени запах, трели соловья», народная песня;
- «Чёрт с тобою», цыганский романс Петра Вейнберга;
- «Я влюблена в одни глаза», цыганский романс;

Вместе с Николаем Северским записала на грампластинки самые популярные дуэты из оперетт:
- «Дуэт Поцелуев» из оперетты «Гейша» Сиднея Джонса;
- «Как я люблю гусят» дуэт Пиппо и Беттины (Duo des Dindons) из «Маскотты» Одрана;
- «Не могу с тобой расстаться» из «Цыганских песен» Н.Северского;
- «Ты моё сердце» из «Новых цыганских песен» Н.Северского;
- «Ты пришёл ко мне, мой милый» из «Новых цыганских песен» Н.Северского.

В 1916—1917 годах фирма Пате выпустила последние граммофонные пластинки, записанные Раисовой:
- «Мираж», романс ― стихи и музыка Татьяны Котляревской (Толстой);
- «Почему я безумно люблю», ― русский романс Бориса Борисова (Гуровича).
- «Тройка, стой!..», цыганский романс;